# Кливер

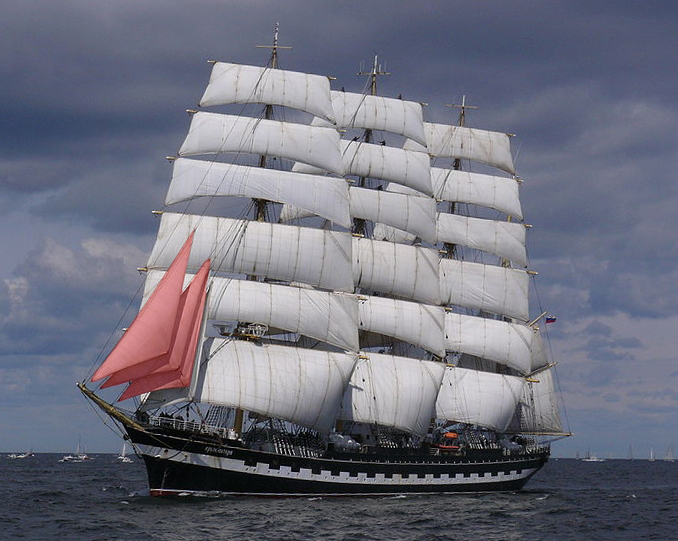
Кливера барка «Крузенштерн» (выделены красным). Слева направо: бом-кливер, мидель-кливер, кливер. Далее за кливером виден фор-стень-стаксель

Кли́вер (нидерл. kluiver) — косой треугольный парус, прикреплённый к снасти, идущей от мачты к бушприту. На больших парусных кораблях может быть несколько кливеров. В этом случае кливер, находящийся впереди, и крепящийся к утлегарю, называют «бом-кливером», а находящийся ближе всего к мачте, как правило, называют «фор-стень-стакселем». Используемый на яхтах при малом ветре треугольный парус увеличенной площади называют «балункливером».
Очень часто кливера́ путают со стакселями. Отличие между ними заключается в том, что нижняя шкаторина стакселя находится над палубой. Нижняя шкаторина кливера обычно находится над бушпритом.
Кливер работает как флюгер, разворачивая судно по ветру.
|  | 1. фока-стаксель 2. фор-стень-стаксель 3. кливер 4. мидель-кливер 5. бом-кливер 6. летучий кливер |